# Słopica (dopływ Drawy koło Konotopu)
Słopica (Młynnik) – rzeka, lewy dopływ Drawy, o długości 15,55 km i powierzchni zlewni 103,25 km². 
Rzeka przepływa przez miejscowości Dominikowo i Niemieńsko.